# 2002 NBA Draft
2002 NBA Draft – National Basketball Association Draft, który odbył się 26 czerwca 2002 w hali Madison Square Garden w Nowym Jorku.
Yao Ming jest pierwszym graczem bez żadnego doświadczenia w koszykówce amerykańskiej, wybranym z nr 1. draftu.
Wybrany z nr 2. Jay Williams zagrał jeden rok w NBA. Następny rok spędził na leczeniu poważnej kontuzji, które zakończyło się niepowodzeniem.

## Legenda
Pogrubiona czcionka – wybór do All-NBA Team.
|  | - występ w NBA All-Star Game. |

Gwiazdka (*) – członkowie Basketball Hall of Fame.

## Runda pierwsza
| Nr | Zawodnik                  | Narodowość        | Drużyna NBA                                                                                  | College/Drużyna                         |
| -- | ------------------------- | ----------------- | -------------------------------------------------------------------------------------------- | --------------------------------------- |
| 1  | Yao Ming* (C)             |                   | Houston Rockets                                                                              | Shanghai Sharks                         |
| 2  | Jay Williams (PG)         | Stany Zjednoczone | Chicago Bulls                                                                                | Duke University                         |
| 3  | Mike Dunleavy Jr. (SF)    | Stany Zjednoczone | Golden State Warriors                                                                        | Duke University                         |
| 4  | Drew Gooden (PF)          | Stany Zjednoczone | Memphis Grizzlies                                                                            | University of Kansas                    |
| 5  | Nikoloz Ckitiszwili (F/C) | Gruzja            | Denver Nuggets                                                                               | Benetton Treviso                        |
| 6  | Dajuan Wagner (G)         | Stany Zjednoczone | Cleveland Cavaliers                                                                          | University of Memphis                   |
| 7  | Nenê Hilario (PF)         | Brazylia          | New York Knicks (sprzedany do Denver Nuggets)                                                | CR Vasco da Gama                        |
| 8  | Chris Wilcox (F/C)        | Stany Zjednoczone | Los Angeles Clippers (z Atlanta Hawks)                                                       | University of Maryland                  |
| 9  | Amar’e Stoudemire (F/C)   | Stany Zjednoczone | Phoenix Suns                                                                                 | Cypress Creek High School               |
| 10 | Caron Butler (SF)         | Stany Zjednoczone | Miami Heat                                                                                   | University of Connecticut               |
| 11 | Jared Jeffries (F)        | Stany Zjednoczone | Washington Wizards                                                                           | University of Indiana                   |
| 12 | Melvin Ely (PF)           | Stany Zjednoczone | Los Angeles Clippers                                                                         | California State University             |
| 13 | Marcus Haislip (PF)       | Stany Zjednoczone | Milwaukee Bucks                                                                              | University of Tennessee                 |
| 14 | Fred Jones (SG)           | Stany Zjednoczone | Indiana Pacers                                                                               | University of Oregon                    |
| 15 | Boštjan Nachbar (SF)      | Słowenia          | Houston Rockets (z Toronto Raptors)                                                          | Benetton Treviso                        |
| 16 | Jiří Welsch (G/F)         | Czechy            | Philadelphia 76ers (sprzedany do Golden State Warriors)                                      | Union Olimpija                          |
| 17 | Juan Dixon (G)            | Stany Zjednoczone | Washington Wizards (z New Orleans Hornets)                                                   | University of Maryland                  |
| 18 | Curtis Borchardt (C)      | Stany Zjednoczone | Orlando Magic (sprzedany do Utah Jazz)                                                       | Stanford University                     |
| 19 | Ryan Humphrey (PF)        | Stany Zjednoczone | Utah Jazz (sprzedany do Orlando Magic)                                                       | Notre Dame University                   |
| 20 | Kareem Rush (SG)          | Stany Zjednoczone | Toronto Raptors (z Seattle SuperSonics via New York Knicks, sprzedany do Los Angeles Lakers) | University of Missouri                  |
| 21 | Qyntel Woods (SF)         | Stany Zjednoczone | Portland Trail Blazers                                                                       | Northeast Mississippi Community College |
| 22 | Casey Jacobsen (SG)       | Stany Zjednoczone | Phoenix Suns (z Boston Celtics)                                                              | Stanford University                     |
| 23 | Tayshaun Prince (SF)      | Stany Zjednoczone | Detroit Pistons                                                                              | University of Kentucky                  |
| 24 | Nenad Krstić (F/C)        |                   | New Jersey Nets                                                                              | Partizan Belgrad                        |
| 25 | Frank Williams (PG)       | Stany Zjednoczone | Denver Nuggets (z Dallas Mavericks, sprzedany do New York Knicks)                            | University of Illinois                  |
| 26 | John Salmons (G/F)        | Stany Zjednoczone | San Antonio Spurs (sprzedany do Philadelphia 76ers)                                          | University of Miami                     |
| 27 | Chris Jefferies (SF)      | Stany Zjednoczone | Los Angeles Lakers (sprzedany do Toronto Raptors)                                            | California State University             |
| 28 | Dan Dickau (PG)           | Stany Zjednoczone | Sacramento Kings (sprzedany do Atlanta Hawks)                                                | Gonzaga University                      |

Gracze spoza pierwszej rundy tego draftu, którzy wyróżnili się w czasie gry w NBA to: Carlos Boozer (wybrany do All-NBA Team oraz występ w NBA All-Star Game), Udonis Haslem.